# Donská republika
Donská republika (rusky Донская Республика, ukrajinsky Донська Республіка) později známá jako Vševeliké vojsko donské (rusky: Всевеликое Войско Донское; ukrajinsky: Всевелике Військо Донське) byl protibolševický státní útvar, který vznikl během ruské občanské války v oblasti Donu obývané převážně kozáky.

## Stručná historie

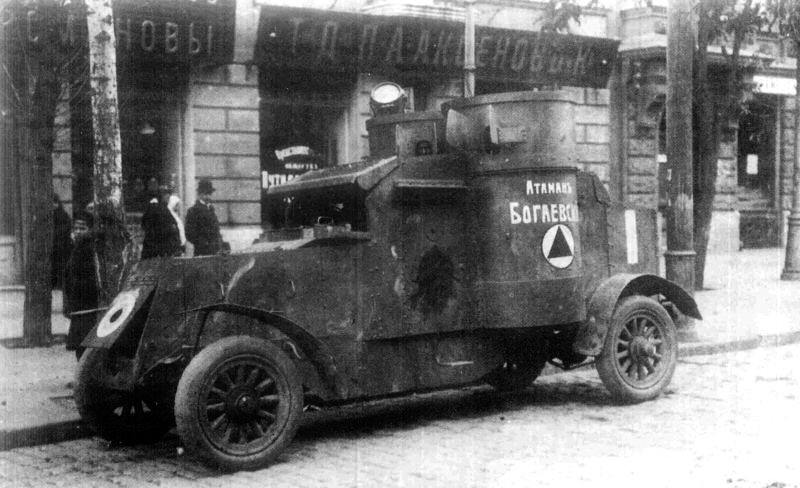
Obrněné auto donských kozáků s nápisem Ataman Bogajevskij

Vlajka vojska donských kozáků

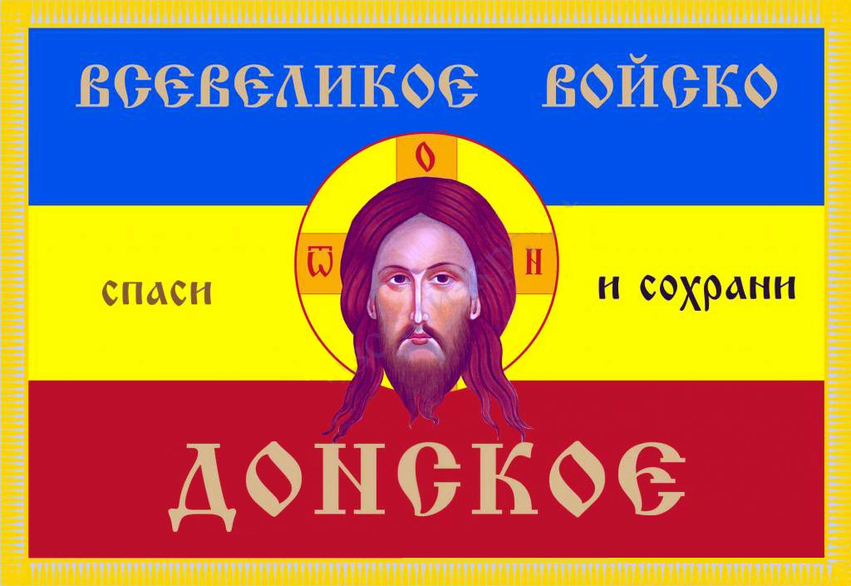
Prapor národní gardy donských kozáků

Donská republika vznikla v roce 1918 v Donské oblasti bývalého carského Ruska. K oficiálnímu vyhlášení nezávislosti došlo 18. května 1918 sněmem donských kozáků zvaným Krug po vojenské likvidaci Donské sovětské republiky 10. května 1918. Donská republika zabírala téměř celou Donskou oblast a jejím hlavním městem se stal Novočerkassk. Administrativně se dělila na 10 okruhů. Z dnešního pohledu leží území bývalé republiky v Rostovské a Volgogradské oblasti v Rusku a Luhanské a Doněcké oblasti Ukrajiny.
V čele státu stál v letech 1918–1919 ataman Pjotr Krasnov, po jeho abdikaci místo něj nastoupil generál Afrikan Bogajevskij. Politicky se republika orientovala ostře protibolševicky a spolupracovala zpočátku s Němci. Po jejich porážce v první světové válce našla spojence v bělogvardějcích generála Děnikina. Ataman Krasnov měl navíc dobré osobní vztahy s hejtmanem Pavlem Skoropadským, který stál v čele nově vzniklého Ukrajinského státu. Oba v roce 1918 dojednali potenciální sjednocení ukrajinského státu, který měl zabírat samotnou Ukrajinu, Kubáňskou lidovou republiku a právě kozáckou Donskou oblast.
Republika zanikla v roce 1920 porážkou kozáků a příchodem Rudé armády.

### Vedoucí osobnosti
- květen 1918 – únor 1919 – Pjotr Nikolajevič Krasnov (1869–1947)
- únor 1919 – březen 1921 – Afrikan Petrovič Bogajevskij (1873–1934)